# Dasyhelea vernalis
Dasyhelea vernalis är en tvåvingeart som beskrevs av Remm 1979. Dasyhelea vernalis ingår i släktet Dasyhelea och familjen svidknott.
Artens utbredningsområde är Estland. Inga underarter finns listade i Catalogue of Life.